# Teitanblood
Teitanblood est un groupe espagnol de black et death metal, originaire de Madrid.

## Histoire
Le groupe est formé en 2003,. En 2004, leur démo Genocide Chants to Apolokian Dawn sort, suit en 2005 d'un split EP avec le groupe Proclamation, avec lequel il existe des chevauchements personnels et dont le batteur Abomination of 4 Winds and Bestial Offensor considère Teitanblood comme un « groupe frère ».
NSK travaille également temporairement avec Ofermod : En décembre 2005, le groupe annonce qu'il allait enregistrer son premier album Pentagrammaton dans le studio de Necromorbus, alors batteur d'Ofermod, et que le chanteur Leviathan Nebiros partagerait le chant avec Moloch, un frère spirituel connu sous un autre nom dans le milieu du black/death metal espagnol. L'album Pentagrammaton ne voit pas le jour, certaines chansons et certains riffs sont utilisés pour le premier album d'Ofermod, Tiamtü, et pour un album de Nefandus. Belfagor d'Ofermod annonce cependant que Moloch continuerait à travailler avec son groupe et à assurer le chant lors des concerts en cas d'empêchement de Nebiros. Moloch aurait écrit la moitié des paroles du texte d'Eu Angélion ; dans la notice de l'album, il est cité comme « frater Nasko of Teitanblood ».
En 2006, un split EP sort avec le groupe allemand Necros Christos. Comme le groupe n'avait pas prévu de limiter les morceaux, NSK décide de le diffuser à la demande sur CD-R avec une pochette copiée et quelques tracts ou autocollants ; lorsqu'il demande à Anastasis de Nuclear Winter Records de fabriquer ces autocollants et de lui faire part de ses intentions, celui-ci lui propose une publication officielle. NSK accepte à condition que cette publication ne soit pas limitée et qu'elle soit vendue à un prix raisonnable. En 2009, le premier album Seven Chalices sort. Avec le départ du guitariste Usurper of Eternal Condemnation and Inverted Crucifixion, le line-up est réduit à deux membres.

## Style musical
Usurper of Eternal Condemnation and Inverted Crucifixion, qui joue également dans Proclamation, décrit la musique de Teitanblood comme « un coven de death metal goétique ». Le groupe mélange des influences de groupes de black et death metal de base, sans essayer de développer un style totalement nouveau ; leur musique conserve néanmoins une certaine originalité.
Le contenu fait référence à l'occulte, et à l'eschatologie de différentes religions.

## Discographie
- 2004 : Genocide Chants to Apolokian Dawn (démo)
- 2005 : Proclamation / Teitanblood (Split-EP avec Proclamation)
- 2006 : Teitanblood / Necros Christos (split-EP avec Necros Christos)
- 2009 : Black Putrescence of Evil
- 2009 : Seven Chalices
- 2011 : Purging Tongues (EP)
- 2012 : Woven Black Arteries
- 2014 : Death
- 2016 : Accursed Skin
- 2019 : The Baneful Choir